# Ommata atrocephala
Ommata atrocephala là một loài bọ cánh cứng trong họ Cerambycidae.